# Caspar Schamberger

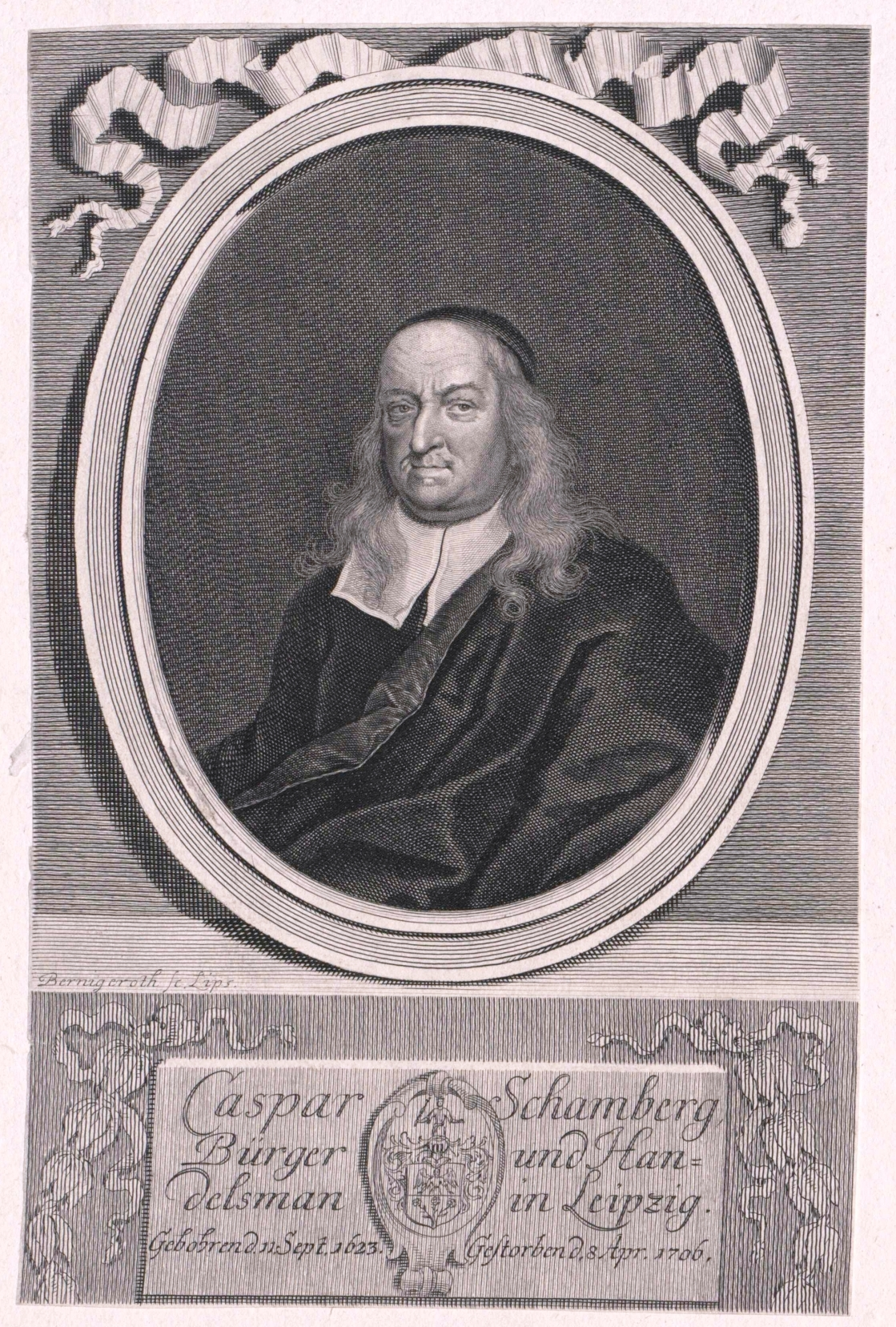
Anlässlich der Trauerfeierlichkeiten im Jahr 1706 angefertigter Stich von Martin Bernigeroth

Caspar Schamberger (* 11. September 1623 in Leipzig; † 8. April 1706 ebenda), auch: Casper Schambergen, Caspar Schamberg, war ein deutscher Chirurg, der Mitte des 17. Jahrhunderts in Japan ein nachhaltiges Interesse an westlicher Chirurgie auslöste.

## Leben
Caspar Schamberger wurde als Sohn des aus Franken zugewanderten Weinhändlers Balthasar Schamberger in Leipzig geboren. Nach einer Lehre in der Leipziger Chirurgengilde ging er auf eine dreijährige Wanderschaft, die ihn durch Norddeutschland, Dänemark, Schweden und schließlich in die Niederlande führte. Hier verpflichtete er sich 1643 bei der Niederländischen Ostindien-Kompanie (VOC) und erreichte 1644 nach einer abenteuerlichen Überfahrt, unter anderem einem Schiffbruch am Kap der Guten Hoffnung, Batavia (heute Djakarta), den Hauptstützpunkt der Kompanie in Ostasien.
1649 wurde er als Chirurg nach Japan zur Handelsstation Deshima (Nagasaki) geschickt. Im Tross des Sondergesandten Andries Friese / Frisius zog er Ende jenes Jahres nach Edo (heute Tokio). Dort erregten seine Fähigkeiten die Aufmerksamkeit hochgestellter Persönlichkeiten des Hofes. Auf deren Wunsch blieb er nach Abreise der Gesandtschaft weitere sechs Monate. Auch im folgenden Jahre verbrachte er mehrere Monate in Edo. Am 1. November 1651 verließ er das Land.
Die durch Schambergers Dolmetscher Inomata Dembei (auch Dembyōe, 猪股 伝兵衛) schriftlich festgehaltenen Therapien und das Interesse der hochrangigen Patienten stimulierten eine nachhaltige Beschäftigung einheimischer Ärzte mit westlicher Chirurgie. Die 'Chirurgie im Stile Caspars' (カスパル流外科, Kasuparu-ryū geka) war die erste chirurgische Tradition mitteleuropäischer Prägung in Japan.
Fortan erfreuten sich die Chirurgen und Ärzte der Handelsniederlassung Deshima des starken Interesses japanischer Kollegen, die sich instruieren ließen, Bücher, Medikamente und Instrumente erwarben und nach und nach auch die nötigen Sprachkenntnisse, um schließlich eigenständig westliche Fachwerke zu lesen. Diese Aktivitäten führten  zur „Hollandkunde“ (rangaku), welche im 18. Jahrhundert einen großen Aufschwung erlebte, dann auch andere wissenschaftliche Disziplinen einschloss und die rasche Modernisierung Japans nach der Öffnung des Landes 1868 ermöglichte. Handschriften mit Rezepten des Meester Caspar (Mēsutoru Kasuparu) wurden noch im 19. Jahrhundert kopiert und verbreitet. Mit der Anwendung neuer Heilmittel wuchs zugleich das Interesse an der Ersetzung der teuren niederländischen Importe durch japanische Produkte, was bereits in den ersten zwei Dekaden nach Schambergers zu einer Erkundung der einheimischen Flora und mit der Publikation des Werks Yamato Honzō durch Kaibara Ekiken (auch Ekken) im Jahre 1709 zu einem ersten Höhepunkt in der Entwicklung einer eigenständigen japanischen Pflanzenkunde führte.
Schamberger selbst wusste wohl nichts von der Nachhaltigkeit seines Wirkens in Fernost. Reich belohnt kehrte er 1655 nach Leipzig zurück, wo er das Bürgerrecht erwarb und als Handelsmann im Gold- und Silberhandel wie auch im Tuchhandel zu erheblichem Wohlstand gelangte. Auf den Stadtplänen jener Zeit findet man Schambergers Namen auf einem der großen Bürgergärten vor den Toren der Stadt. Mit der Karriere des Sohnes Johann Christian, der Professor der Medizin und Rektor der Universität Leipzig wurde, erreichte die Familie ihren sozialen Zenit.
Der Gießener Naturforscher Michael Bernhard Valentini (1657–1714) nutzte für sein monumentales Buch Museum Museorum (1704) unter anderem eine „Japponische Reiß=Beschreibung“ von Schamberger, die offenbar nie gedruckt wurde und verlorenging. Erhalten geblieben ist jedoch ein einziges Exemplar einer 1686 von Schamberger auf eigene Kosten gedruckten Schrift, in der er drei Bilder („Schildereyen“) mit  Personen, Münzen, Früchten, Tieren usw. kommentiert, die er während seiner Jahre in Ostasien beobachtet hatte:
»Dem Durchlauchtigsten / Großmächtigen Fürsten und Herrn / Johann Georgen dem Dritten / Hertzogen zu Sachsen / Jülich / Cleve und Berg / des Heil. Röm. Reichs Ertz=Marschalln und Chur Fürsten / Landgraffen in Thüringen / Marggraffen zu Meißen / auch Ober= und Nieder=Lausitz / Burggraffen zu Magdeburg / Gefürsteten Graffen zu Henneberg / Graffen zu der Marck Ravensberg und Barby / Herrn zu Ravenstein. Dreyer in unterthänigkeit offerirten Schildereyen / Der Ost Indischen und angräntzenden Königreichen in Zwölff=jähriger Reise observirte / Vornehmste Seltenheiten betreffende / Kurtze Erläuterung / In Eil entworffen Von Caspar Schambergern / Bürgern und Handelsmann in Leipzig. Daselbst gedruckt durch Christoph Fleischern Anno 1686.«
Die vermutlich an Freunde und Bekannte der Familie verteilten Exemplare waren nicht allzu zahlreich; bis heute ist nur ein einziges Exemplar bekannt.
Caspar Schamberger starb am 8. April 1706 in seiner Heimatstadt. Als Chirurg wäre seine Beisetzung bescheiden ausgefallen, doch bei einem wohlhabenden Handelsmann und Vater des Rektors der Universität war der Aufwand beträchtlich. Die mehr als sechzig Seiten lange Predigt des Theologieprofessors und Erzdiakons an der Thomaskirche Gottlob Friedrich Seligmann wurde als Druck verteilt. Dazu kamen gedruckte Nachrufe sowie ein Porträt des renommierten Kupferstechers Martin Bernigeroth.
Schambergers Sohn Johann Christian starb nur wenige Monate nach dem Vater. Die nicht leichte Aufteilung des Vermögens zog sich wegen allerlei Streitigkeiten in die Länge. Doch die männlichen Nachfahren starben früh oder verließen die Stadt, so dass um  die Mitte des 18. Jahrhunderts der Name der Familie aus dem Leipziger Bürgerregister verschwand.

## Werk
- Caspar Schamberger: Dem Durchlauchtigsten Großmächtigen Fürsten und Herrn Herrn Johann Georgen dem Dritten Hertzogen zu Sachsen [...] Dreyer in Unterthänigkeit offerirten Schildereyen der Ost-Indischen und angräntzenden Königreichen in zwölffjähriger Reise observirte vornehmste Seltenheiten betreffende kurtze Erläuterung. Leipzig: Christoph Fleischer, 1686. (Staatliche Kunstsammlungen Dresden)

## Galerie

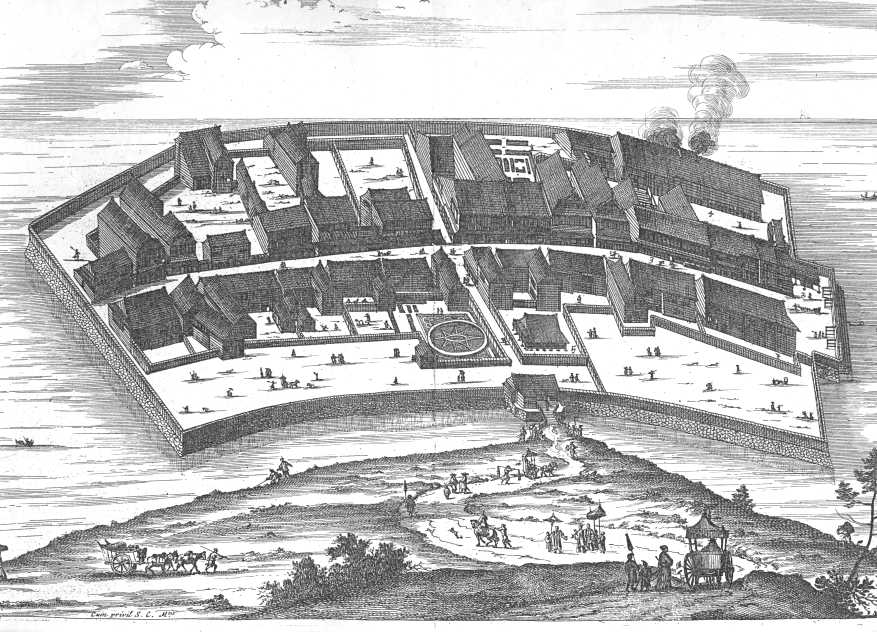
Die Handelsniederlassung Dejima um die Mitte des 17. Jahrhunderts. Aus Arnoldus Montanus: Gedenkwaerdige Gesantschappen (1669)
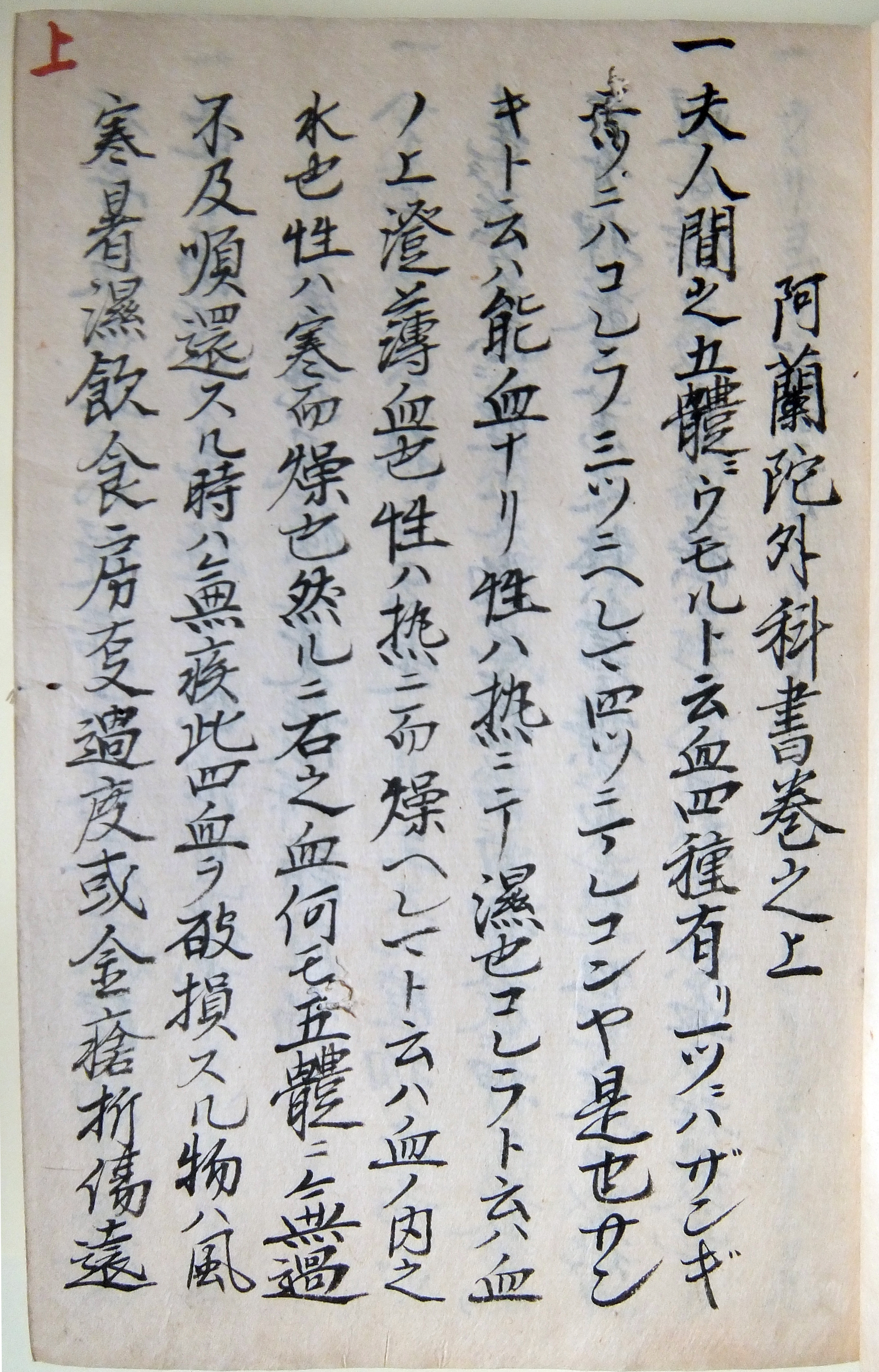
Abriss der westlichen Humoralpathologie gegeben durch Schamberger in Edo im Jahre 1650. Übersetzt und kompiliert höchstwahrscheinlich durch Schambergers Dolmetscher Inomata Dembei (Denbē). Die Erklärung der in Silbenschrift transliterierten Schlüsselbegriffe humor, phlegma, sanguis, cholera, melancholia zeigt, dass der Übersetzer gewaltige Verständnisschwierigkeiten hatte.
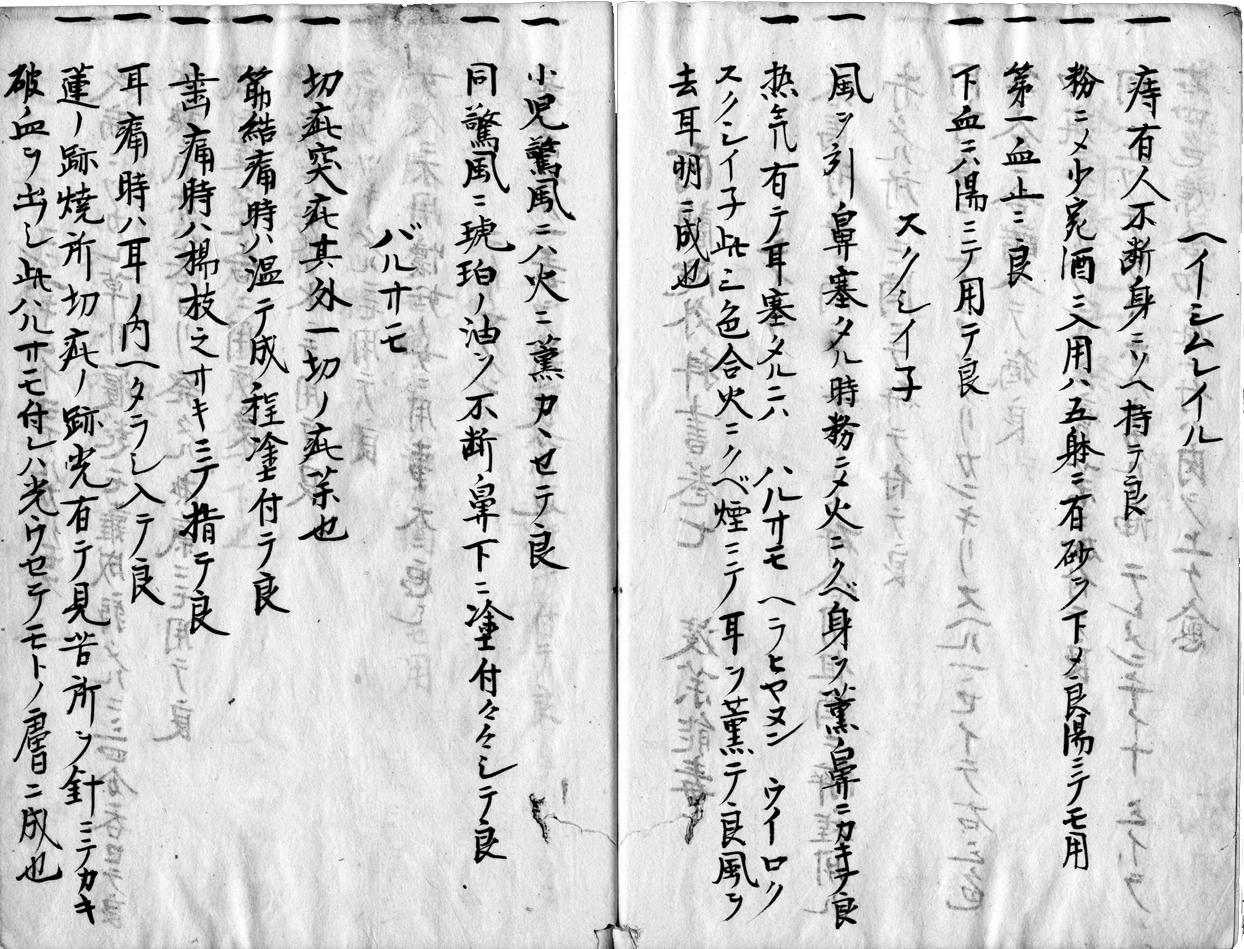
Edo-zeitliche japanische Handschrift über Materia medica, die 1650 als Geschenk der niederländischen Gesandtschaft zum Hofe des Shōgun gebracht wurden. Schambergers Erklärungen wurden wahrscheinlich vom Dolmetscher Inomata Dembei übersetzt.
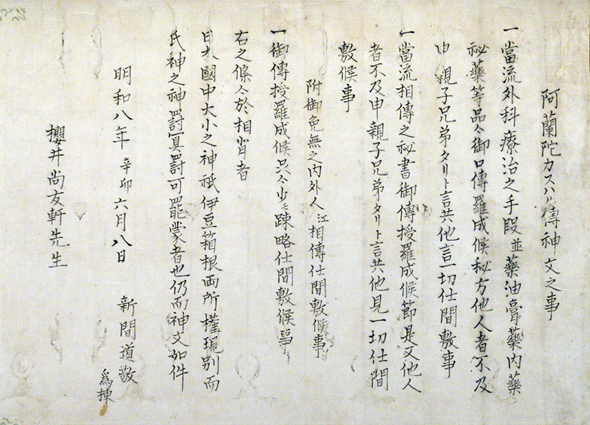
Eid eines japanischen Schülers gegenüber seinem Lehrer, die ihm vermittelten Heilmittel Caspars geheim zu halten. Handschrift aus dem Jahre 1771
Schambergers Buch aus dem Jahre 1686
Schambergers Garten mit Teichen vor den Toren der Stadt Leipzig (unten links).
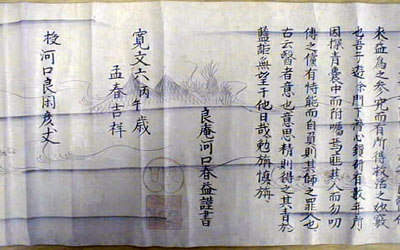
Lizenz von Kawaguchi Ryōan, eines Arztes der ersten Generation der japanischen „Caspar Chirurgie“